# Aeropuerto Internacional de Incheon
El Aeropuerto Internacional de Incheon (en hangul, 인천국제공항; en hanja, 仁川國際空港) (IATA: ICN, OACI: RKSI), es el principal aeropuerto internacional que sirve a Seúl, Corea del Sur. También es uno de los aeropuertos más grandes y concurridos del mundo.
A partir de 2021, Skytrax calificó el aeropuerto como el cuarto mejor aeropuerto del mundo. Skytrax también ha calificado al aeropuerto como el mejor aeropuerto de tránsito internacional del mundo y uno de los aeropuertos más limpios del mundo. El aeropuerto es uno de los aeropuertos de 5 estrellas de Skytrax y también ha sido premiado por la mejor seguridad aeroportuaria en 2021.
Durante toda la clasificación de los mejores aeropuertos del mundo por el Consejo Internacional de Aeropuertos (ACI) de 2005 a 2011, el Aeropuerto Internacional de Incheon encabezó la clasificación cada año. ACI también calificó al aeropuerto como el mejor aeropuerto de Asia-Pacífico durante 10 años consecutivos desde 2006 a 2016 hasta que la serie de clasificación finalizó en 2017. El aeropuerto ha ocupado el primer lugar en el campo de servicios, independientemente del término COVID-19. La Corporación del Aeropuerto Internacional de Incheon declaró 'Aeropuerto libre de COVID-19'. Tomó la iniciativa en la cuarentena contra la propagación del coronavirus. Además, el aeropuerto intentó evitar el colapso de la industria de la aviación durante el COVID-19. Al mismo tiempo, a pesar del enorme déficit, se implementó una política de reducción de alquileres y exención de tarifas de uso de amarres para garantizar la estabilidad laboral de 70,000 trabajadores del aeropuerto.
Este aeropuerto cuenta con un campo de golf, spa, dormitorios privados, una pista de patinaje sobre hielo, un casino, jardines interiores, un centro de videojuegos y el Museo de la Cultura de Corea. La salida y llegada promedio del aeropuerto tarda 19 minutos y 12 minutos respectivamente, en comparación con un promedio mundial de 60 minutos y 45 minutos, lo que lo sitúa entre los aeropuertos más rápidos del mundo en cuanto a trámites aduaneros. Su centro comercial libre de impuestos ha sido calificado como el mejor del mundo durante tres años consecutivos en 2013 por Business Traveller. El Aeropuerto Internacional de Incheon también registra una tasa de manipulación indebida de equipaje del 0.0001%.
Este aeropuerto abrió sus puertas el 29 de marzo de 2001 para reemplazar al antiguo Aeropuerto Internacional de Gimpo, que ahora sirve principalmente a destinos nacionales y vuelos de enlace a varias áreas metropolitanas del este de Asia, incluidos Pekín-Capital, Osaka-Kansai, Shanghái-Hongqiao, Taipéi-Songshan y Tokio–Haneda.
El Aeropuerto Internacional de Incheon está ubicado al oeste del centro de la ciudad de Incheon, en un terreno creado artificialmente entre las islas Yeongjong y Yongyu. Las dos islas estaban originalmente separadas por un mar poco profundo. Esa zona entre las dos islas fue recuperada para el proyecto de construcción, conectando efectivamente las islas Yeongjong y Yongyu, alguna vez separadas. El área recuperada, así como las dos islas, forman parte de Jung-gu, un distrito administrativo de Incheon. El aeropuerto tiene 111 puertas de embarque en total, 44 en la Terminal 1, 30 en la Sala A (conectada a la Terminal 1) y 37 en la Terminal 2.
Este aeropuerto fue construido para compartir la demanda de transporte aéreo en el siglo XXI y servir como aeropuerto central en el noreste de Asia.

## Terminales

Mapa del aeropuerto.

### Terminal 1
La Terminal 1 (que mide 496,000 metros cuadrados (5,338,900 pies cuadrados)) es la Terminal aeroportuaria más grande de Corea del Sur. La Terminal 1 fue diseñada por Curtis W. Fentress, FAIA y RIBA de Fentress Architects. Tiene 1,060 metros (3,480 pies) de largo, 149 metros (489 pies) de ancho y 33 metros (108 pies) de alto. Su costo de construcción fue de 5,632 billones de wones surcoreanos. La terminal cuenta con 44 puertas de embarque (todos los cuales pueden acomodar el Airbus A380), 50 puertas de inspección aduanera, 2 mostradores de cuarentena biológica, 6 mostradores de cuarentena de pasajeros estacionarios y 14 portátiles, 120 mostradores de inspección de pasaportes de llegada, 8 puertos de seguridad de llegada, 28 puertas de seguridad de salida, 252 mostradores de facturación y 120 mostradores de inspección de pasaportes de salida. En 2015, se introdujo un carril de mostrador de facturación automático que pueden utilizar las personas que viajan a través de Korean Air, Asiana Airlines y China Southern Airlines. En lugar de tener personal del aeropuerto en el mostrador, hay una máquina donde los viajeros ingresan la información de su vuelo, escanean sus pasaportes, reciben sus boletos de avión y, por último, cargan el equipaje en la cinta transportadora. Se planeó introducir este sistema en la Terminal 2, pero en mayo de 2015 el aeropuerto de Incheon utilizó una de las islas de mostrador para el sistema de manejo de equipaje no tripulado.
En diciembre de 2023, se abrieron salas VIP operadas y con la marca Oneworld en la Terminal 1 del aeropuerto de Incheon para atender a los pasajeros que vuelan en siete de las 13 aerolíneas miembros de la alianza que prestan servicio en el aeropuerto: American Airlines, Cathay Pacific, Finnair, Malaysia Airlines, Qantas, Qatar Airways, y SriLankan Airlines. Es el primero de una serie de salones planificados que está desarrollando la alianza.

### Sala intermedia

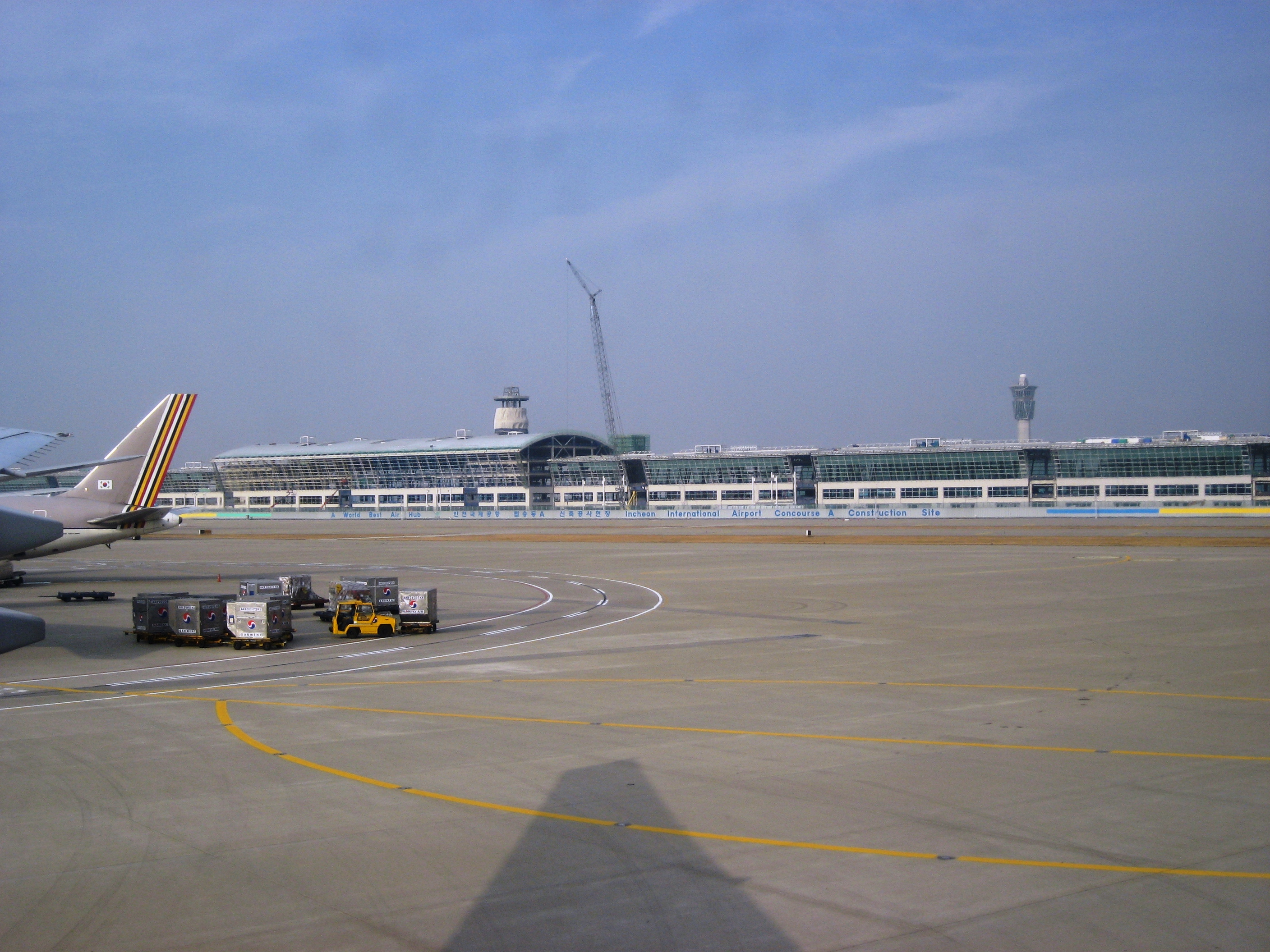
Edificio de vestíbulo en construcción

La sala de pasajeros se completó a finales de mayo de 2008. Está conectada a la Terminal 1 por dos pasillos subterráneos paralelos de 870 metros de largo (2850 pies) equipados con IAT (Intra Airport Transit). Tiene 30 puertas y seis salones.

### Terminal 2
El 18 de enero de 2018 se inauguró una nueva terminal de pasajeros, diseñada por Gensler, y los vuelos de Korean Air, KLM, Delta Air Lines y Air France se trasladaron de la Terminal 1 a la Terminal 2. Otros miembros de SkyTeam como Aeroméxico, China Airlines, Garuda Indonesia, Xiamen Air, Czech Airlines y Aeroflot comenzaron a prestar servicios en la Terminal 2 el 28 de octubre de 2018. Desde el 1 de julio de 2023, Jin Air, la filial de Korean Air, opera en la Terminal 2. Y el resto de los miembros de SkyTeam, como Vietnam Airlines, China Eastern Airlines, Shanghai Airlines y Saudia, serán reubicados en la Terminal 2 una vez que se completen los trabajos de construcción de la Fase 4.

## Aerolíneas y destinos

### Destinos internacionales

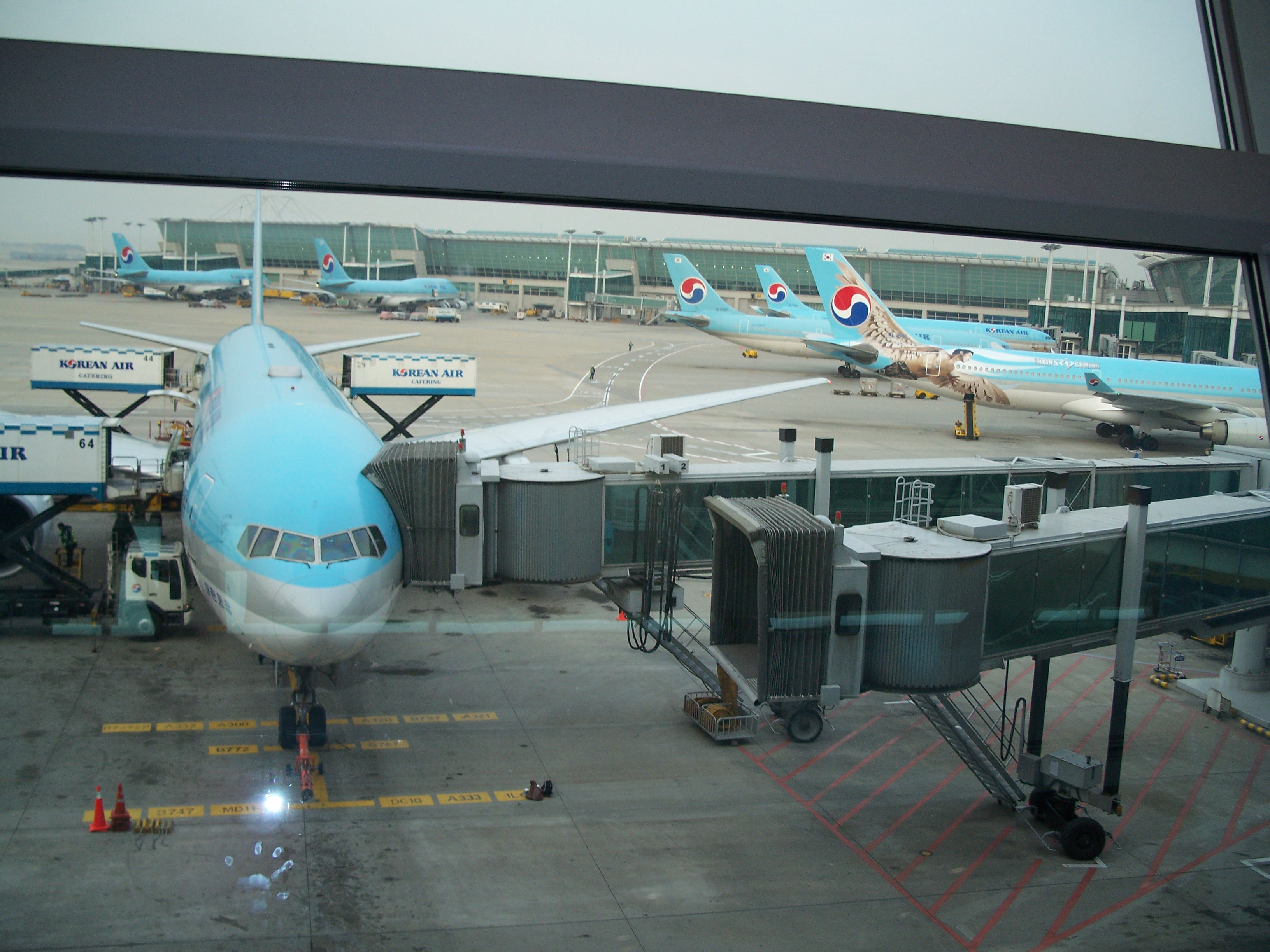
Aviones de Korean Air esperando partir.

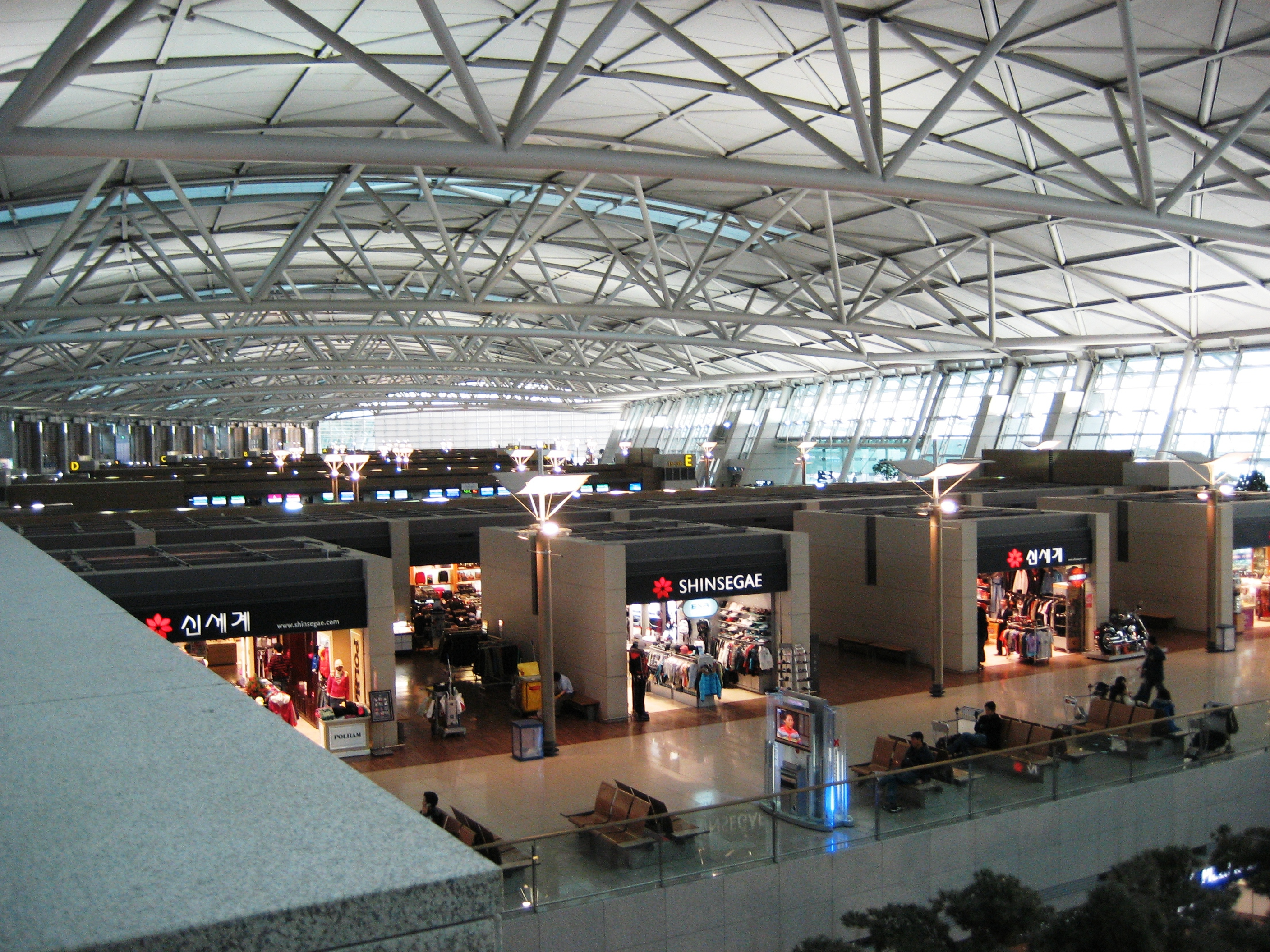
Vista interior del aeropuerto.

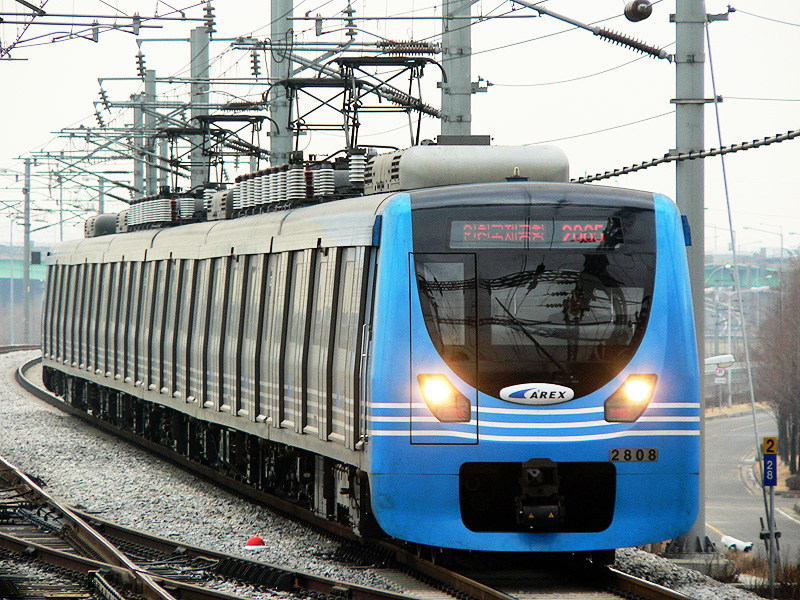
AREX

| Ciudades por países      | Nombre del aeropuerto                             | Aerolíneas |              |              |
| Norteamérica             | Norteamérica                                      | Norteamérica | Norteamérica | Norteamérica |
| ------------------------ | ------------------------------------------------- | --- | ------------ | ------------ |
| Canadá                   |                                                   | |              |              |
| Calgary                  | Aeropuerto Internacional de Calgary               | WestJet (Estacional) |              |              |
| Montreal                 | Aeropuerto Internacional Pierre Elliott Trudeau   | Air Canada (Estacional) |              |              |
| Toronto                  | Aeropuerto Internacional Toronto Pearson          | Air Canada / Korean Air |              |              |
| Vancouver                | Aeropuerto Internacional de Vancouver             | Air Canada / Korean Air / T'way Airlines |              |              |
| Estados Unidos           |                                                   | |              |              |
| Atlanta                  | Aeropuerto Internacional Hartsfield-Jackson       | Delta Air Lines / Korean Air |              |              |
| Chicago                  | Aeropuerto Internacional O'Hare                   | Korean Air |              |              |
| Dallas-Fort Worth        | Aeropuerto Internacional de Dallas-Fort Worth     | American Airlines / Korean Air |              |              |
| Detroit                  | Aeropuerto Internacional de Detroit               | Delta Air Lines |              |              |
| Las Vegas                | Aeropuerto Internacional Harry Reid               | Korean Air |              |              |
| Los Ángeles              | Aeropuerto Internacional de Los Ángeles           | Air Premia / Asiana Airlines / Korean Air |              |              |
| Mineápolis               | Aeropuerto Internacional de Mineápolis-Saint Paul | Delta Air Lines |              |              |
| Newark                   | Aeropuerto Internacional Libertad de Newark       | Air Premia |              |              |
| Nueva York               | Aeropuerto Internacional John F. Kennedy          | Asiana Airlines / Korean Air |              |              |
| Salt Lake City           | Aeropuerto Internacional de Salt Lake City        | Delta Air Lines |              |              |
| San Francisco            | Aeropuerto Internacional de San Francisco         | Air Premia / Asiana Airlines / Korean Air / United Airlines |              |              |
| Seattle                  | Aeropuerto Internacional de Seattle-Tacoma        | Asiana Airlines / Delta Air Lines / Hawaiian Airlines (inicia el 13 de septiembre de 2025) / Korean Air                                                                     |              |              |
| Washington D. C.         | Aeropuerto Internacional de Washington-Dulles     | Korean Air |              |              |
| México                   |                                                   | |              |              |
| Ciudad de México         | Aeropuerto Internacional de la Ciudad de México   | Aeroméxico |              |              |
| Europa                   |                                                   | |              |              |
| Alemania                 |                                                   | |              |              |
| Fráncfort                | Aeropuerto de Fráncfort del Meno                  | Asiana Airlines / Korean Air / Lufthansa / T'way Airlines |              |              |
| Múnich                   | Aeropuerto Internacional de Múnich                | Lufthansa |              |              |
| Austria                  |                                                   | |              |              |
| Viena                    | Aeropuerto de Viena-Schwechat                     | Korean Air |              |              |
| Croacia                  |                                                   | |              |              |
| Zagreb                   | Aeropuerto de Zagreb-Franjo Tuđman                | Korean Air (Chárter Estacional) / T'way Air (Estacional) |              |              |
| Dinamarca                |                                                   | |              |              |
| Copenhague               | Aeropuerto de Copenhague-Kastrup                  | Scandinavian Airlines (inicia el 13 de septiembre de 2025) |              |              |
| España                   |                                                   | |              |              |
| Madrid                   | Aeropuerto Adolfo Suárez Madrid-Barajas           | Korean Air |              |              |
| Barcelona                | Aeropuerto Josep Tarradellas Barcelona-El Prat    | Air Premia (Chárter) / Asiana Airlines / T'way Airlines |              |              |
| Finlandia                |                                                   | |              |              |
| Helsinki                 | Aeropuerto de Helsinki-Vantaa                     | Finnair |              |              |
| Francia                  |                                                   | |              |              |
| París                    | Aeropuerto de París-Charles de Gaulle             | Air France / Asiana Airlines / Korean Air / T'way Airlines |              |              |
| Hungría                  |                                                   | |              |              |
| Budapest                 | Aeropuerto de Budapest                            | Korean Air |              |              |
| Italia                   |                                                   | |              |              |
| Milán                    | Aeropuerto de Milán-Malpensa                      | Korean Air |              |              |
| Roma                     | Aeropuerto de Roma-Fiumicino                      | Asiana Airlines / Korean Air / T'way Airlines |              |              |
| Noruega                  |                                                   | |              |              |
| Oslo                     | Aeropuerto de Oslo-Gardermoen                     | Korean Air (Chárter Estacional) |              |              |
| Países Bajos             |                                                   | |              |              |
| Ámsterdam                | Aeropuerto de Ámsterdam-Schiphol                  | Korean Air / KLM |              |              |
| Polonia                  |                                                   | |              |              |
| Varsovia                 | Aeropuerto de Varsovia-Frédéric Chopin            | LOT Polish Airlines |              |              |
| Portugal                 |                                                   | |              |              |
| Lisboa                   | Aeropuerto de Lisboa                              | Korean Air |              |              |
| Reino Unido              |                                                   | |              |              |
| Londres                  | Aeropuerto de Londres-Heathrow                    | Asiana Airlines / Korean Air / Virgin Atlantic (inicia el 30 de marzo de 2026)                                                                                              |              |              |
| República Checa          |                                                   | |              |              |
| Praga                    | Aeropuerto de Praga                               | Asiana Airlines / Korean Air |              |              |
| Suiza                    |                                                   | |              |              |
| Zúrich                   | Aeropuerto Internacional de Zúrich                | Korean Air / Swiss International Air Lines (Estacional) |              |              |
| Turquía                  |                                                   | |              |              |
| Estambul                 | Aeropuerto Internacional de Estambul              | Asiana Airlines / Korean Air / Turkish Airlines |              |              |
| África                   |                                                   | |              |              |
| Egipto                   |                                                   | |              |              |
| El Cairo                 | Aeropuerto Internacional de El Cairo              | Asiana Airlines |              |              |
| Etiopía                  |                                                   | |              |              |
| Addis Abeba              | Aeropuerto Internacional de Bole                  | Ethiopian Airlines |              |              |
| Asia                     |                                                   | |              |              |
| Bangladés                |                                                   | |              |              |
| Daca                     | Aeropuerto Internacional de Daca-Hazrat Shahjalal | Air Premia (Chárter) / Jin Air (Estacional) |              |              |
| Camboya                  |                                                   | |              |              |
| Nom Pen                  | Aeropuerto Internacional de Nom Pen               | Asiana Airlines / Korean Air / Sky Angkor Airlines |              |              |
| Siem Reap                | Aeropuerto Internacional de Angkor                | Asiana Airlines (Chárter Estacional) / Sky Angkor Airlines |              |              |
| Sihanoukville            | Aeropuerto Internacional de Sihanoukville         | Sky Angkor Airlines |              |              |
| China                    |                                                   | |              |              |
| Cantón                   | Aeropuerto Internacional de Cantón-Baiyun         | Asiana Airlines / China Southern Airlines / Korean Air |              |              |
| Changchun                | Aeropuerto internacional Longjia                  | Asiana Airlines / China Southern Airlines |              |              |
| Changsha                 | Aeropuerto Internacional de Changsha-Huanghua     | Asiana Airlines / China Eastern Airlines / Korean Air |              |              |
| Changzhou                | Aeropuerto Internacional de Changzhou             | China Eastern Airlines |              |              |
| Chengdu                  | Aeropuerto Internacional de Chengdu-Tianfu        | Air China / Asiana Airlines / Sichuan Airlines |              |              |
| Chongqing                | Aeropuerto Internacional de Chongqing Jiangbei    | Air China / Asiana Airlines |              |              |
| Dalian                   | Aeropuerto Internacional Zhoushuizi               | Asiana Airlines / China Southern Airlines / Korean Air |              |              |
| Enshi                    | Aeropuerto de Enshi-Xujiaping                     | Jin Air (inicia el 7 de septiembre de 2025) |              |              |
| Fuzhou                   | Aeropuerto Internacional de Fuzhou                | Korean Air / Xiamen Air |              |              |
| Guilin                   | Aeropuerto Internacional de Guilin-Liangjiang     | Asiana Airlines |              |              |
| Haikou                   | Aeropuerto Internacional de Haikou-Meilan         | Hainan Airlines / T'way Airlines |              |              |
| Hangzhou                 | Aeropuerto Internacional Xiaoshan                 | Air China / Asiana Airlines |              |              |
| Harbin                   | Aeropuerto Internacional de Harbin                | Asiana Airlines / China Eastern Airlines / China Southern Airlines / Jeju Air                                                                                               |              |              |
| Hefei                    | Aeropuerto Internacional de Hefei                 | Korean Air |              |              |
| Huangshan                | Aeropuerto Internacional de Huangshan Tunxi       | Jin Air (inicia el 1 de octubre de 2025) |              |              |
| Jiamusi                  | Aeropuerto Internacional de Jiamusi               | China Southern Airlines / Jeju Air |              |              |
| Jinan                    | Aeropuerto Internacional de Jinan Yaoqiang        | Aero K / Korean Air / Shandong Airlines |              |              |
| Kunming                  | Aeropuerto Internacional de Kunming-Changshui     | China Eastern Airlines / Korean Air |              |              |
| Mudanjiang               | Aeropuerto Internacional de Mudanjiang            | China Southern Airlines / Korean Air |              |              |
| Nankín                   | Aeropuerto Internacional de Nankín-Lukou          | Asiana Airlines / China Eastern Airlines |              |              |
| Ordos                    | Aeropuerto de Ordos Ejin Horo                     | China United Airlines |              |              |
| Pekín                    | Aeropuerto Internacional de Pekín-Capital         | Air China / Asiana Airlines / Korean Air |              |              |
| Pekín                    | Aeropuerto Internacional de Pekín-Daxing          | Air China / China Eastern Airlines / China Southern Airlines |              |              |
| Qingdao                  | Aeropuerto Internacional de Qingdao-Liuting       | Asiana Airlines / China Eastern Airlines / Jeju Air / Korean Air / Shandong Airlines / T'way Airlines                                                                       |              |              |
| Quanzhou                 | Aeropuerto Internacional de Quanzhou              | Xiamen Air |              |              |
| Sanya                    | Aeropuerto Internacional de Sanya Phoenix         | T'way Airlines |              |              |
| Shanghái                 | Aeropuerto Internacional Pudong                   | Asiana Airlines / China Eastern Airlines / China Southern Airlines / Eastar Jet / Korean Air / Shanghai Airlines / Spring Airlines                                          |              |              |
| Shenyang                 | Aeropuerto Internacional Taoxian                  | China Southern Airlines / Korean Air / T'way Airlines |              |              |
| Shenzhen                 | Aeropuerto Internacional de Shenzhen-Bao'an       | Asiana Airlines / Korean Air / Shenzhen Airlines |              |              |
| Shijiazhuang             | Aeropuerto de Shijiazhuang                        | Jeju Air / Spring Airlines |              |              |
| Taiyuan                  | Aeropuerto Internacional de Taiyuan-Wusu          | China Eastern Airlines |              |              |
| Tianjin                  | Aeropuerto Internacional de Tianjín-Binhai        | Air China / Asiana Airlines / Korean Air / Tianjin Airlines |              |              |
| Weihai                   | Aeropuerto Internacional de Weihai                | Asiana Airlines / China Eastern Airlines / Jeju Air / Korean Air |              |              |
| Wenzhou                  | Aeropuerto Internacional de Wenzhou Longwan       | Air China / T'way Airlines |              |              |
| Wuhan                    | Aeropuerto Internacional de Wuhan-Tianhe          | China Southern Airlines / Korean Air / T'way Airlines |              |              |
| Wuxi                     | Aeropuerto Internacional de Wuxi                  | China Eastern Airlines / Shenzhen Airlines |              |              |
| Xi'an                    | Aeropuerto Internacional de Xi'an-Xianyang        | Asiana Airlines / China Eastern Airlines / Korean Air |              |              |
| Xiamen                   | Aeropuerto Internacional de Xiamen-Gaoqi          | Korean Air / Xiamen Air |              |              |
| Yancheng                 | Aeropuerto Internacional de Yancheng              | Asiana Airlines / China Eastern Airlines |              |              |
| Yanji                    | Aeropuerto Internacional de Yanji                 | Air China / Asiana Airlines / China Southern Airlines / Korean Air |              |              |
| Yantai                   | Aeropuerto Internacional de Yantai                | Asiana Airlines / China Eastern Airlines / Jeju Air / Shandong Airlines |              |              |
| Zhangjiajie              | Aeropuerto Internacional de Zhangjiajie Hehua     | Air Seoul / Korean Air |              |              |
| Zhengzhou                | Aeropuerto Internacional de Zhengzhou             | China Southern Airlines / Eastar Jet / Korean Air |              |              |
| Corea del Sur            |                                                   | |              |              |
| Busan                    | Busan                                             | Korean Air |              |              |
| EAU                      |                                                   | |              |              |
| Abu Dabi                 | Aeropuerto Internacional de Abu Dabi              | Etihad Airways |              |              |
| Dubái                    | Aeropuerto Internacional de Dubái                 | Emirates / Korean Air |              |              |
| Filipinas                |                                                   | |              |              |
| Cebú                     | Aeropuerto Internacional de Mactán-Cebú           | Asiana Airlines / Cebu Pacific Air / Jeju Air / Jin Air / Korean Air / Philippine Airlines / T'way Airlines (Estacional) (reinicia el 11 de diciembre de 2025)              |              |              |
| Clark                    | Aeropuerto Internacional de Clark                 | Asiana Airlines / Jeju Air / Jin Air / Philippine Airlines (Estacional) |              |              |
| Kalibo                   | Aeropuerto Internacional de Kalibo                | Air Seoul / T'way Airlines |              |              |
| Manila                   | Aeropuerto Internacional Ninoy Aquino             | Cebu Pacific Air / Jeju Air / Korean Air / Philippine Airlines / Philippines AirAsia                                                                                        |              |              |
| Tagbilaran               | Aeropuerto Internacional de Bohol-Panglao         | Air Busan / Air Seoul / Asiana Airlines (Chárter Estacional) / Jeju Air / Jin Air                                                                                           |              |              |
| Hong Kong                |                                                   | |              |              |
| Hong Kong                | Aeropuerto Internacional de Hong Kong             | Air Premia / Asiana Airlines / Cathay Pacific / Greater Bay Airlines / HK Express / Hong Kong Express Airways / Jeju Air / Korean Air / T'way Airlines                      |              |              |
| India                    |                                                   | |              |              |
| Bombay                   | Aeropuerto Internacional Chhatrapati Shivaji      | Korean Air |              |              |
| Nueva Delhi              | Aeropuerto Internacional Indira Gandhi            | Air India / Korean Air |              |              |
| Indonesia                |                                                   | |              |              |
| Batam                    | Aeropuerto Internacional Hang Nadim               | Jeju Air |              |              |
| Denpasar                 | Aeropuerto Internacional Ngurah Rai               | Garuda Indonesia / Jeju Air / Korean Air |              |              |
| Yakarta                  | Aeropuerto Internacional Soekarno-Hatta           | Asiana Airlines / Garuda Indonesia / Korean Air |              |              |
| Israel                   |                                                   | |              |              |
| Tel Aviv                 | Aeropuerto Internacional Ben Gurión               | Korean Air |              |              |
| Japón                    |                                                   | |              |              |
| Asahikawa                | Aeropuerto de Asahikawa                           | Asiana Airlines |              |              |
| Fukuoka                  | Aeropuerto de Fukuoka                             | Air Busan / Air Seoul / Asiana Airlines (finaliza el 26 de octubre de 2025) / Eastar Jet / Jeju Air / Jin Air / Korean Air / T'way Airlines                                 |              |              |
| Hakodate                 | Aeropuerto de Hakodate                            | Jeju Air |              |              |
| Hiroshima                | Aeropuerto de Hiroshima                           | Jeju Air |              |              |
| Ishigaki                 | Nuevo Aeropuerto de Ishigaki                      | Jin Air |              |              |
| Kagoshima                | Aeropuerto de Kagoshima                           | Jeju Air / Korean Air / T'way Air (Estacional) |              |              |
| Kōbe                     | Aeropuerto de Kōbe                                | Korean Air |              |              |
| Komatsu                  | Aeropuerto de Komatsu                             | Korean Air |              |              |
| Kumamoto                 | Aeropuerto de Kumamoto                            | Asiana Airlines / Korean Air / T'way Air (Estacional) |              |              |
| Matsuyama                | Aeropuerto de Matsuyama                           | Jeju Air |              |              |
| Miyazaki                 | Aeropuerto de Miyazaki                            | Asiana Airlines |              |              |
| Nagasaki                 | Aeropuerto de Nagasaki                            | Korean Air |              |              |
| Nagoya                   | Aeropuerto Internacional Chūbu Centrair           | Asiana Airlines / Jeju Air / Korean Air |              |              |
| Naha                     | Aeropuerto de Naha                                | Asiana Airlines / Eastar Jet / Jeju Air / Jin Air / Korean Air / T'way Airlines                                                                                             |              |              |
| Niigata                  | Aeropuerto de Niigata                             | Korean Air |              |              |
| Ōita                     | Aeropuerto de Ōita                                | Korean Air / T'way Air (Estacional) |              |              |
| Okayama                  | Aeropuerto de Okayama                             | Korean Air |              |              |
| Osaka                    | Aeropuerto Internacional de Kansai                | Aero K / Air Busan / Air Seoul / Asiana Airlines / Eastar Jet / Jeju Air / Jin Air / Korean Air / Peach / T'way Airlines                                                    |              |              |
| Saga                     | Aeropuerto de Saga                                | T'way Air (Estacional) |              |              |
| Sapporo                  | Nuevo Aeropuerto de Chitose                       | Air Busan / Air Seoul / Asiana Airlines / Eastar Jet / Jeju Air / Jin Air / Korean Air / T'way Airlines                                                                     |              |              |
| Sendai                   | Aeropuerto de Sendai                              | Asiana Airlines |              |              |
| Shimojishima             | Aeropuerto de Shimojishima                        | Jin Air |              |              |
| Shizuoka                 | Aeropuerto de Shizuoka                            | Jeju Air |              |              |
| Takamatsu                | Aeropuerto de Takamatsu                           | Air Seoul / Jin Air |              |              |
| Tokio                    | Aeropuerto Internacional de Haneda                | Asiana Airlines / Korean Air / Peach Air |              |              |
| Tokio                    | Aeropuerto Internacional de Narita                | Aero K / Air Busan / Air Japan / Air Premia / Air Seoul / Asiana Airlines / Eastar Jet / Ethiopian Airlines / Jeju Air / Jin Air/ Korean Air / T'way Airlines / ZIPAIR      |              |              |
| Tokushima                | Aeropuerto de Tokushima                           | Eastar Jet |              |              |
| Toyama                   | Aeropuerto de Toyama                              | T'way Air |              |              |
| Yonago                   | Aeropuerto de Yonago                              | Air Seoul |              |              |
| Kazajistán               |                                                   | |              |              |
| Almaty                   | Aeropuerto Internacional de Almatý                | Air Astana / Asiana Airlines / Eastar Jet |              |              |
| Astaná                   | Aeropuerto Internacional de Astaná                | Air Astana / Asiana Airlines |              |              |
| Shymkent                 | Aeropuerto Internacional de Shymkent              | SCAT Airlines |              |              |
| Kirguistán               |                                                   | |              |              |
| Biskek                   | Aeropuerto Internacional de Manas                 | T'way Airlines |              |              |
| Laos                     |                                                   | |              |              |
| Luang Prabang            | Aeropuerto Internacional de Luang Prabang         | Lao Airlines |              |              |
| Vientián                 | Aeropuerto Internacional Wattay                   | Air Busan / Jeju Air / Jin Air / Lao Airlines |              |              |
| Macao                    |                                                   | |              |              |
| Macao                    | Aeropuerto Internacional de Macao                 | Air Macau / Jeju Air / Korean Air |              |              |
| Malasia                  |                                                   | |              |              |
| Johor Baru               | Aeropuerto Internacional de Johor Baru            | Jin Air |              |              |
| Kota Kinabalu            | Aeropuerto Internacional de Kota Kinabalu         | AirAsia / Asiana Airlines (Estacional) / Batik Air Malaysia (inicia el 13 de septiembre de 2025) / Jeju Air / Jin Air / T'way Airlines                                      |              |              |
| Kuala Lumpur             | Aeropuerto Internacional de Kuala Lumpur          | AirAsia X / Batik Air Malaysia / Korean Air / Malaysia Airlines |              |              |
| Maldivas                 |                                                   | |              |              |
| Malé                     | Aeropuerto Internacional de Malé                  | Korean Air |              |              |
| Birmania                 |                                                   | |              |              |
| Mandalay                 | Aeropuerto Internacional de Mandalay              | Myanmar Airways International |              |              |
| Rangún                   | Aeropuerto Internacional de Rangún                | Korean Air / Myanmar Airways International |              |              |
| Mongolia                 |                                                   | |              |              |
| Ulán Bator               | Aeropuerto Internacional Gengis Kan               | Aero Mongolia / Asiana Airlines / Jeju Air / Korean Air / MIAT Mongolian Airlines / T'way Air (Estacional)                                                                  |              |              |
| Nepal                    |                                                   | |              |              |
| Katmandú                 | Aeropuerto Internacional de Katmandú              | Korean Air |              |              |
| Catar                    |                                                   | |              |              |
| Doha                     | Aeropuerto Internacional Hamad                    | Qatar Airways |              |              |
| Singapur                 |                                                   | |              |              |
| Singapur                 | Aeropuerto Internacional de Singapur              | Asiana Airlines / Jeju Air / Korean Air / Scoot / Singapore Airlines / T'way Airlines                                                                                       |              |              |
| Sri Lanka                |                                                   | |              |              |
| Colombo                  | Aeropuerto Internacional Bandaranaike             | Korean Air |              |              |
| Tailandia                |                                                   | |              |              |
| Bangkok                  | Aeropuerto Internacional Suvarnabhumi             | Air Busan / Air Premia / Asiana Airlines / Eastar Jet / Jeju Air / Jin Air / Korean Air / Thai Airways / T'way Airlines / Thai VietJet Air (inicia el 1 de octubre de 2025) |              |              |
| Bangkok                  | Aeropuerto Internacional Don Mueang               | Thai AirAsia X |              |              |
| Chiang Mai               | Aeropuerto Internacional de Chiang Mai            | Eastar Jet / Jin Air / Korean Air |              |              |
| Krabi                    | Aeropuerto Internacional de Krabi                 | Korean Air |              |              |
| Phuket                   | Aeropuerto Internacional de Phuket                | Asiana Airlines / Jin Air (Estacional) / Korean Air |              |              |
| Taiwán                   |                                                   | |              |              |
| Kaohsiung                | Aeropuerto Internacional de Kaohsiung             | Aero K / China Airlines / EVA Air / T'way Airlines |              |              |
| Taichung                 | Aeropuerto Internacional de Taichung              | Jin Air / Korean Air / T'way Airlines |              |              |
| Taipéi                   | Aeropuerto Internacional de Taiwán Taoyuan        | Asiana Airlines / China Airlines / Eastar Jet / EVA Air / Jeju Air / Jin Air / Korean Air / Scoot / Tigerair Taiwan                                                         |              |              |
| Turkmenistán             |                                                   | |              |              |
| Asjabad                  | Aeropuerto Internacional de Asjabad               | Turkmenistan Airlines |              |              |
| Uzbekistán               |                                                   | |              |              |
| Taskent                  | Aeropuerto Internacional de Taskent               | Asiana Airlines / Centrum Air / Qanot Sharq / T'way Airlines / Uzbekistan Airways                                                                                           |              |              |
| Vietnam                  |                                                   | |              |              |
| Ciudad Ho Chi Minh       | Aeropuerto Internacional de Tan Son Nhat          | Jeju Air / Korean Air / T'way Airlines / VietJet Air / Vietnam Airlines |              |              |
| Đà Lạt                   | Aeropuerto Lien Khuong                            | Asiana Airlines / Jeju Air / VietJet Air |              |              |
| Đà Nẵng                  | Aeropuerto Internacional de Đà Nẵng               | Air Premia / Air Seoul / Asiana Airlines / Eastar Jet / Jeju Air / Jin Air / Korean Air / T'way Airlines / VietJet Air / Vietnam Airlines                                   |              |              |
| Hanói                    | Aeropuerto Internacional de Nội Bài               | Aero K / Jeju Air / Korean Air / T'way Airlines / VietJet Air / Vietnam Airlines                                                                                            |              |              |
| Nha Trang                | Aeropuerto de Cam Ranh                            | Aero K / Air Busan / Air Seoul / Eastar Jet / Jeju Air / Jin Air / Korean Air / T'way Airlines / VietJet Air / Vietnam Airlines                                             |              |              |
| Phú Quốc                 | Aeropuerto Internacional de Phú Quốc              | Eastar Jet / Jeju Air / Jin Air / Korean Air / VietJet Air |              |              |
| Oceanía                  |                                                   | |              |              |
| Australia                |                                                   | |              |              |
| Brisbane                 | Aeropuerto de Brisbane                            | Korean Air |              |              |
| Sídney                   | Aeropuerto Internacional Kingsford Smith          | Asiana Airlines / Jetstar / Korean Air / T'way Airlines |              |              |
| Guam                     |                                                   | |              |              |
| Guam                     | Aeropuerto Internacional Antonio B. Won Pat       | Jeju Air / Jin Air / Korean Air / T'way Airlines |              |              |
| Hawái (Estados Unidos)   |                                                   | |              |              |
| Honolulu                 | Aeropuerto Internacional de Honolulu              | Air Premia / Asiana Airlines / Hawaiian Airlines (finaliza el 21 de noviembre de 2025) / Korean Air                                                                         |              |              |
| Islas Marianas del Norte |                                                   | |              |              |
| Saipán                   | Aeropuerto Internacional de Saipán                | Asiana Airlines / Jeju Air / T'way Airlines |              |              |
| Nueva Zelanda            |                                                   | |              |              |
| Auckland                 | Aeropuerto Internacional de Auckland              | Air New Zealand (Estacional) / Korean Air |              |              |
| Palaos                   |                                                   | |              |              |
| Koror                    | Aeropuerto Internacional Roman Tmetuchl           | Asiana Airlines / Korean Air |              |              |

Notas
1. ↑  El vuelo de Aeroméxico desde la Ciudad de México a Seúl–Incheon opera vía Monterrey, pero el vuelo de Seúl–Incheon a la Ciudad de México es sin escalas.

### Carga
| Aerolíneas                  | Destinos |
| --------------------------- | --- |
| AeroLogic                   | Hong Kong, Leipzig/Halle |
| Air Hong Kong               | Hong Kong |
| Air Incheon                 | Chengdu–Shuangliu, Chongqing, Haikou, Hanoi, Qingdao, Shenzhen, Singapur, Tokio–Narita, Ulán Bator, Yantai, Zhengzhou |
| Air Premia                  | Bangkok–Suvarnabhumi, Ciudad Ho Chi Minh, Singapur |
| ANA Cargo                   | Tokio–Narita |
| Asiana Cargo                | Almaty, Anchorage, Atlanta, Bangkok–Suvarnabhumi, Bruselas, Cantón, Chicago–O'Hare, Ciudad Ho Chi Minh, Dallas/Fort Worth, Hanoi, Hong Kong, Londres–Stansted, Los Ángeles, Milán–Malpensa, Nueva York–JFK, Osaka–Kansai, San Francisco, Seattle/Tacoma, Shanghái–Pudong, Singapur, Tianjin, Tokio–Narita, Vienna, Yantai |
| Atlas Air                   | Anchorage, Changsha, Chengdu–Shuangliu, Chicago–O'Hare, Chongqing, Hangzhou, Hong Kong, Los Ángeles, Miami, Shanghái–Pudong, Shenzhen, Singapur, Tokio–Narita, Xiamen, Yakarta–Soekarno-Hatta, Zaragoza |
| Cargolux                    | Luxemburgo, Pekín–Capital, Taipéi–Taoyuan |
| Cargolux Italia             | Milán–Malpensa, Taipéi–Taoyua, Zhengzhou |
| Cathay Cargo                | Hong Kong, Osaka–Kansai |
| Central Airlines            | Wuxi, Yantai |
| China Cargo Airlines        | Shanghái–Pudong |
| China Postal Airlines       | Shijiazhuang, Xi'an, Yancheng |
| DHL Aviation                | Anchorage, Cincinnati, Hong Kong, Leipzig/Halle, Los Ángeles, Milán–Malpensa, Singapur |
| Ethiopian Airlines Cargo    | Hong Kong, Oslo |
| FedEx Express               | Anchorage, Cantón, Hong Kong, Memphis, Osaka–Kansai, Pekín–Capital, Shenzhen, Tokio–Narita |
| JAL Cargo                   | Nagoya–Centrair, Tokio–Narita |
| Jeju Air Cargo              | Hanoi, Tokio–Narita, Yantai |
| Kalitta Air                 | Anchorage, Cincinnati, Ezhou, Hong Kong, Los Ángeles, Ningbo, Qingdao, Shanghái–Pudong, Zhengzhou |
| Korean Air Cargo            | Ámsterdam, Anchorage, Atlanta, Bangkok–Suvarnabhumi, Busan, Campinas, Cantón, Chicago–O'Hare, Ciudad Ho Chi Minh, Dallas/Fort Worth, Edmonton, Estocolmo–Arlanda, Fráncfort, Guadalajara, Halifax, Hanoi, Hong Kong, Kitakyushu, Kuala Lumpur–International, Lima, Londres–Heathrow, Los Ángeles, Madrid, Manila, Miami, Milán–Malpensa, Nueva Delhi, Nueva York–JFK, Osaka–Kansai, Oslo, París–Charles de Gaulle, Penang, San Francisco, Santiago de Chile, Seattle/Tacoma, Shanghái–Pudong, Singapur, Tianjin, Tokio–Narita, Toronto–Pearson, Vancouver, Vienna, Xi'an, Yakarta–Soekarno-Hatta, Zhengzhou, Zúrich |
| Longhao Airlines            | Weihai, Zhengzhou |
| Lufthansa Cargo             | Fráncfort, Tokio–Narita |
| Maersk Air Cargo            | Anchorage, Shenyang |
| Mas Air                     | Anchorage, Hangzhou, Wuxi |
| MSC Air Cargo               | Lieja, Xiamen |
| Polar Air Cargo             | Anchorage, Cincinnati, Hong Kong, Leipzig/Halle, Los Ángeles, Nagoya–Centrair, Shanghái–Pudong, Shenzhen, Singapur, Tokio–Narita |
| Qatar Airways Cargo         | Doha |
| Silk Way Airlines           | Bakú |
| Singapore Airlines Cargo    | Bangkok–Suvarnabhumi, Cincinnati |
| Tianjin Air Cargo           | Linyi |
| Turkish Cargo               | Estambul |
| Turkmenistan Airlines Cargo | Asjabad |
| UPS Airlines                | Anchorage, Colonia/Bonn, Hong Kong, Honolulu, Qingdao, Shanghái–Pudong, Shenzhen, Sídney, Taipéi–Taoyua, Zhengzhou |
| YTO Cargo Airlines          | Ningbo, Wenzhou |

## Estadísticas

### Tráfico anual
| Año                                      | Operaciones aéreas | Pasajeros  | Carga (ton) |
| ---------------------------------------- | ------------------ | ---------- | ----------- |
| 2001                                     | 86,807             | 14,542,290 | 1,186,015   |
| 2002                                     | 126,094            | 20,924,171 | 1,705,928   |
| 2003                                     | 130,185            | 19,789,874 | 1,843,055   |
| 2004                                     | 149,776            | 24,084,072 | 2,133,444   |
| 2005                                     | 160,843            | 26,051,466 | 2,150,139   |
| 2006                                     | 182,007            | 28,191,116 | 2,336,571   |
| 2007                                     | 211,404            | 31,227,897 | 2,555,580   |
| 2008                                     | 211,102            | 29,973,522 | 2,423,717   |
| 2009                                     | 198,918            | 28,549,770 | 2,313,002   |
| 2010                                     | 214,835            | 33,478,925 | 2,684,499   |
| 2011                                     | 229,580            | 35,062,366 | 2,539,222   |
| 2012                                     | 254,037            | 38,970,864 | 2,456,724   |
| 2013                                     | 271,224            | 41,482,828 | 2,464,385   |
| 2014                                     | 290,043            | 45,512,099 | 2,557,681   |
| 2015                                     | 305,446            | 49,281,220 | 2,595,677   |
| 2016                                     | 339,673            | 57,765,397 | 2,714,341   |
| 2017                                     | 360,295            | 62,082,032 | 2,921,691   |
| 2018                                     | 387,497            | 68,259,763 | 2,952,123   |
| 2019                                     | 404,104            | 71,169,722 | 2,764,369   |
| 2020                                     | 149,982            | 12,094,851 | 2,822,370   |
| 2021                                     | 131,027            | 3,198,909  | 3,329,292   |
| 2022                                     | 171,253            | 17,869,759 | 2,945,855   |
| 2023                                     | 337,299            | 56,131,064 | 3,600,288   |
| Fuente: Estadísticas del Aeropuerto IIAC |                    |            |             |

## Aeropuertos cercanos
Los aeropuertos más cercanos son:
- Aeropuerto Internacional de Gimpo (30 km)
- Aeropuerto Internacional de Cheongju (125 km)
- Aeropuerto de WonJu (132 km)
- Aeropuerto de Gunsan (167 km)
- Aeropuerto Internacional de Yangyang (200 km)